# Gujana na Letnich Igrzyskach Olimpijskich 2000
Gujanę na Letnich Igrzyskach Olimpijskich 2000 reprezentowało 4 zawodników, 3 mężczyzn i 1 kobieta.

## Skład kadry

### Lekkoatletyka

#### Konkurencje biegowe

##### Kobiety
| Zawodnik      | Konkurencja | Eliminacje | Eliminacje | Ćwierćfinały | Ćwierćfinały | Półfinał | Półfinał | Finał | Finał   | Źródło |
| Zawodnik      | Konkurencja | Czas       | Pozycja    | Czas         | Pozycja      | Czas     | Pozycja  | Czas  | Pozycja | Źródło |
| ------------- | ----------- | ---------- | ---------- | ------------ | ------------ | -------- | -------- | ----- | ------- | ------ |
| Aliann Pompey | 400 m       | 53.09      | 5. (q)     | 53.42        | 8.           | NQ       | NQ       | NQ    | NQ      | [ 1 ]  |

##### Mężczyźni
| Zawodnik             | Konkurencja | Eliminacje | Eliminacje | Ćwierćfinały | Ćwierćfinały | Półfinał | Półfinał | Finał | Finał   | Źródło |
| Zawodnik             | Konkurencja | Czas       | Pozycja    | Czas         | Pozycja      | Czas     | Pozycja  | Czas  | Pozycja | Źródło |
| -------------------- | ----------- | ---------- | ---------- | ------------ | ------------ | -------- | -------- | ----- | ------- | ------ |
| Ian Roberts          | 800 m       | 1:52.32    | 7.         | —            | —            | NQ       | NQ       | NQ    | NQ      | [ 2 ]  |
| Charles Tyrone Allen | 110 m ppł   | 14.21      | 5.         | NQ           | NQ           | NQ       | NQ       | NQ    | NQ      | [ 3 ]  |
| Paul Tucker          | 400 m ppł   | 50.92      | 6.         | —            | —            | NQ       | NQ       | NQ    | NQ      | [ 4 ]  |